# Masako Ishida
Pour les articles homonymes, voir Ishida.
Masako Ishida (石田 正子, Ishida Masako), née le 5 novembre 1980 à Bihoro est une fondeuse japonaise. Spécialiste des courses de distance et notamment en style classique, elle monte sur deux podiums en Coupe du monde, tout en prenant part également à quatre éditions des Jeux olympiques et dix des Championnats du monde.

## Biographie
Commençant sa carrière officielle en 1997, elle dispute sa première compétition avec l'équipe nationale en 2000 et les Championnats du monde junior.
Elle fait ses débuts en Coupe du monde en mars 2001 à Oslo et marque ses premiers points pour le classement général en fin d'année 2003 à Kuusamo (29e). Elle obtient son premier podium en décembre 2009, lors du trente kilomètres classique de Trondheim, remporté par Petra Majdic. C'est aussi un premier podium pour une Japonaise sur une course de distance en Coupe du monde.
Ishida a pris part à ses premiers Championnats du monde en 2003 et premiers jeux olympiques en 2006. Elle finit ensuite notamment treizième du trente kilomètres aux Championnats du monde 2007, puis aux Championnats du monde 2009 à Liberec, elle est 8e du dix kilomètres classique, 14e de la poursuite, 4e du sprint par équipes avec Madoka Natsumi et 7e du relais.
Aux Jeux olympiques de Vancouver 2010, elle obtient son meilleur résultat individuel en grand championnat en terminant cinquième du trente kilomètres classique. 
Aux Championnats du monde, Ishida prend la dixième place sur le skiathlon et le trente kilomètres classique. Cet hiver, elle établit son meilleur classement général en Coupe du monde avec le 17e rang, qu'elle égale presque en 2014, où elle figure 18e.
Aux Jeux olympiques d'hiver de 2014, à Sotchi, elle se classe 10e du skiathlon, 15e du dix kilomètres classique et 23e du trente kilomètres libre.
C'est finalement lors de l'édition 2015 des Championnats du monde qu'elle réalise sa meilleure course en mondial, lorsqu'elle termine septième du dix kilomètres libre.
Elle obtient un deuxième podium en Coupe du monde en février 2017 à Pyeongchang. Peu après, aux Championnats du monde 2017, à Lahti, elle collectionne une nouvelle dixième place sur le skiathlon.
Aussi à Pyeongchang, elle dispute ses quatrièmes jeux olympiques en 2018, terminant 14e du skiathlon, 18e du dix kilomètres libre et 10e du trente kilomètres classique. Lors de la saison 2018-2019, elle enregistre son meilleur classement final sur le Tour de ski avec le huitième rang et accroche deux autres top dix.
En 2021, elle court son dixième championnat du monde à Oberstdorf, alors âgée de 40 ans, pour notamment arriver onzième du trente kilomètres classique.

## Palmarès

### Jeux olympiques d'hiver
| Épreuve / Édition   | Sprint                           | Sprint                           | 10 km                            | 10 km                            | Poursuite / Skiathlon 2 × 7,5 km | 30 km | Relais | Relais   |
| Épreuve / Édition   | libre                            | classique                        | libre                            | classique                        | Poursuite / Skiathlon 2 × 7,5 km | 30 km | Sprint | 4 × 5 km |
| JO 2006 Turin       | —                                | Épreuve inexistante à cette date | Épreuve inexistante à cette date | 31e                              | 35e                              | —     | —      | 12e      |
| JO 2010 Vancouver   | Épreuve inexistante à cette date | —                                | —                                | Épreuve inexistante à cette date | 20e                              | 5e    | —      | 8e       |
| JO 2014 Sotchi      | —                                | Épreuve inexistante à cette date | Épreuve inexistante à cette date | 15e                              | 10e                              | 23e   | —      | —        |
| JO 2018 Pyeongchang | Épreuve inexistante à cette date | —                                | 18e                              | Épreuve inexistante à cette date | 14e                              | 10e   | —      | —        |

Légende :
- : pas d'épreuve
- — : Non disputée par Masako Ishida

### Championnats du monde
| Épreuve / Édition           | Sprint                           | Sprint                           | 10 km                            | 10 km                            | Poursuite / Skiathlon 2 × 7,5 km | 30 km | Relais | Relais   |
| Épreuve / Édition           | libre                            | classique                        | libre                            | classique                        | Poursuite / Skiathlon 2 × 7,5 km | 30 km | Sprint | 4 × 5 km |
| Mondiaux 2003 Val di Fiemme | —                                | Épreuve inexistante à cette date | Épreuve inexistante à cette date | 37e                              | 36e                              | —     | —      | 11e      |
| Mondiaux 2005 Oberstdorf    | Épreuve inexistante à cette date | —                                | —                                | Épreuve inexistante à cette date | 42e                              | 28e   | —      | 12e      |
| Mondiaux 2007 Sapporo       | Épreuve inexistante à cette date | —                                | —                                | Épreuve inexistante à cette date | 26e                              | 13e   | —      | 8e       |
| Mondiaux 2009 Liberec       | —                                | Épreuve inexistante à cette date | Épreuve inexistante à cette date | 8e                               | 14e                              | —     | 4e     | 7e       |
| Mondiaux 2011 Oslo          | —                                | Épreuve inexistante à cette date | Épreuve inexistante à cette date | 17e                              | 15e                              | —     | 8e     | 10e      |
| Mondiaux 2013 Val di Fiemme | Épreuve inexistante à cette date | —                                | —                                | Épreuve inexistante à cette date | 10e                              | 10e   | —      | —        |
| Mondiaux 2015 Falun         | Épreuve inexistante à cette date | —                                | 7e                               | Épreuve inexistante à cette date | 17e                              | 19e   | —      | —        |
| Mondiaux 2017 Lahti         | —                                | Épreuve inexistante à cette date | Épreuve inexistante à cette date | 19e                              | 10e                              | 22e   | —      | —        |
| Mondiaux 2019 Seefeld       | —                                | Épreuve inexistante à cette date | Épreuve inexistante à cette date | 26e                              | —                                | 24e   | —      | 14e      |
| Mondiaux 2021 Oberstdorf    | Épreuve inexistante à cette date | —                                | 26e                              | Épreuve inexistante à cette date | 26e                              | 11e   | —      | 10e      |

Légende :
- : pas d'épreuve
- — : Non disputée par Ishida

### Coupe du monde
- Meilleur classement général : 17e en 2013.
- 2 podiums individuels : 2 troisièmes places.
- 8e du Tour de ski 2018-2019.

#### Classements par saison
| Saison    | Classement général final | Classement distance | Classement sprint |
| 2003-2004 | 97e                      | 77e                 |                   |
| 2004-2005 | 88e                      | 57e                 |                   |
| 2005-2006 | 60e                      | 47e                 |                   |
| 2006-2007 | 60e                      | 39e                 |                   |
| 2007-2008 | 72e                      | 47e                 |                   |
| 2008-2009 | 33e                      | 23e                 | 51e               |
| 2009-2010 | 60e                      | 36e                 | 83e               |
| 2010-2011 | 37e                      | 21e                 |                   |
| 2011-2012 | 18e                      | 13e                 | 56e               |
| 2012-2013 | 17e                      | 11e                 | 77e               |
| 2013-2014 | 18e                      | 14e                 |                   |
| 2014-2015 | 81e                      | 51e                 |                   |
| 2015-2016 | 60e                      | 39e                 |                   |
| 2016-2017 | 45e                      | 27e                 |                   |
| 2017-2018 | 42e                      | 26e                 |                   |
| 2018-2019 | 26e                      | 18e                 |                   |
| 2019-2020 | 41e                      | 28e                 |                   |
| 2020-2021 | 92e                      | 59e                 |                   |

### Jeux asiatiques
- Changchun 2007 :
  -  Médaille de bronze en relais.
- Astana / Almaty 2011 :
  -  Médaille d'or sur le cinq kilomètres
  -  Médaille d'or sur le quinze kilomètres
  -  Médaille d'argent sur le dix kilomètres.
  -  Médaille d'argent en relais.